# LRRC75B
LRRC75B (англ. Leucine rich repeat containing 75B) – білок, який кодується однойменним геном, розташованим у людей на довгому плечі 22-ї хромосоми. Довжина поліпептидного ланцюга білка становить 315 амінокислот, а молекулярна маса — 34 740.
| 10         |  | 20         |  | 30         |  | 40         |  | 50         |
| ---------- |  | ---------- |  | ---------- |  | ---------- |  | ---------- |
| MGARLGRRAG |  | PEAGSEAGAA |  | AGCGPAPYER |  | RVRWLREIQS |  | TLRERRPERA |
| RQLLRLLRQD |  | LGLERTLLPD |  | ILYRDVAFLN |  | PVDPISHDLL |  | VNLARDLQCP |
| KKDYELWKSS |  | DKICRQLIYH |  | LTPHSKQQQG |  | SSLRQRKTQS |  | CLKSSLQKTL |
| LAGETVDLSG |  | IPLSTQDVQH |  | ITRYLSSHGA |  | VLAVLDLSFT |  | GLSDELLHLL |
| LPSLWALPRL |  | TQLLLNGNRL |  | TRATARKLTD |  | AIKDTTKFPA |  | LAWVDLGNNV |
| DVASLPQPLL |  | VGLRRRLSQR |  | TSLPTIYEGL |  | DLEPEGSAAG |  | ATTPASTWDS |
| TAAGLGPEPQ |  | ACCAR      |  |            |  |            |  |            |

A: Аланін

C: Цистеїн

D: Аспарагінова кислота

E: Глутамінова кислота

F: Фенілаланін

G: Гліцин

H: Гістидин

I: Ізолейцин

K: Лізин

L: Лейцин

M: Метіонін

N: Аспарагін

P: Пролін

Q: Глутамін

R: Аргінін

S: Серин

T: Треонін

V: Валін

W: Триптофан

Задіяний у такому біологічному процесі, як альтернативний сплайсинг. 